# Osové
Osové (německy Wossowe) je obec v okrese Žďár nad Sázavou v kraji Vysočina. Žije zde 98 obyvatel.
Sousedními obcemi sídla jsou Petráveč, Velké Meziříčí, Dolní Heřmanice, Oslavice a Rohy.

## Název
Jméno vsi je střední rod přídavného jména osový - "vztahující se k vosám" (osa byla stará a dodnes nářeční varianta slova vosa). Místní jméno tedy označovalo "osové místo", tj. místo, kde se vyskytují vosy.

## Historie
První písemná zmínka o obci pochází z roku 1354.
| Rok            | 1869 | 1880 | 1890 | 1900 | 1910 | 1921 | 1930 | 1950 | 1961 | 1970 | 1980 | 1991 | 2001 | 2006 | 2013 |
| Počet obyvatel | 125  | 126  | 126  | 107  | 124  | 105  | 101  | 92   | 100  | 81   | 52   | 45   | 50   | 48   | 71   |